# Taçsız Prenses
Taçsız Prenses es una serie de televisión turca, emitida en FOX del 10 de enero al 24 de junio de 2023. Está dirigida por Volkan Keskin, escrita por Pınar Bulut, Onur Koralp, Elif Benan Tüfekçi y Mehmet Çetin Taşçı, producida por MF Yapım y protagonizada por İsmail Hacıoğlu, Sümeyye Aydoğan y Elif Kurtaran. Es una adaptación turca de la serie de televisión japonés de 1994 Without Family de Shinji Nojima.

## Sinopsis
Masal es una niña de nueve años que vive una vida difícil en Estambul debido a la fatal enfermedad cardíaca de su madre y al comportamiento pasivo e indiferente de su padrastro. Masal comienza a ganar dinero para curar a su madre, pero lo que suele ganar es que su madre necesita una costosa cirugía para curarse. Todo comienza a cambiar cuando Masal conoce a su nueva maestra, Ugin, quien ve a través de su rostro pesimista que la ayuda a alimentar a la hermosa e inteligente niña que lleva dentro.

## Reparto
- İsmail Hacıoğlu como Evgin Akduman (episodios 1-10)
- Sümeyye Aydoğan como Yağmur Elem (episodios 1-10)
- Elif Kurtaran como Masal İnan (episodios 1-13)
- Tolga Tekin como Fuat (episodios 1-10)
- Feride Çetin como Şirin İnan (episodios 1-13)
- Tarık Papuççuoğlu como Harun Elem (episodios 11-13)
- Seda Akman como İştar Elem (episodios 1-10)
- Mustafa Kırantepe como Şahin (episodios 2-10)
- Merve Şen como Zehra (episodios 2-13)
- Merve Bulut como Neşe (episodios 1-13)
- Eylül Şenocak como Hilal (episodios 1-13)
- Liya Su Elez como Estudiante de la escuela 1 (episodios 1-10)
- İlker Umurhan como Estudiante de la escuela 2 (episodios 1-10)
- Cumali Lavent como Estudiante de la escuela 3 (episodios 1-10)
- Teo como Köfte (episodios 1-13)
- Rozet Hubeş como Nazmiye (episodios 11-13)

## Temporadas
| Temporada | Temporada | Episodios | Rango de episodios | Emisión original    | Emisión original    |
| Temporada | Temporada | Episodios | Rango de episodios | Inicio              | Final               |
| --------- | --------- | --------- | ------------------ | ------------------- | ------------------- |
|           | 1         | 10        | 1 - 10             | 10 de enero de 2023 | 28 de marzo de 2023 |
|           | 2         | 3         | 11 - 13            | 17 de junio de 2023 | 24 de junio de 2023 |

### Primera temporada (2023)
| n° | Título original | Primera TV Turquía    |
| -- | --------------- | --------------------- |
| 1  | 1. Bölüm        | 10 de enero de 2023   |
| 2  | 2. Bölüm        | 17 de enero de 2023   |
| 3  | 3. Bölüm        | 24 de enero de 2023   |
| 4  | 4. Bölüm        | 31 de enero de 2023   |
| 5  | 5. Bölüm        | 21 de febrero de 2023 |
| 6  | 6. Bölüm        | 28 de febrero de 2023 |
| 7  | 7. Bölüm        | 7 de marzo de 2023    |
| 8  | 8. Bölüm        | 14 de marzo de 2023   |
| 9  | 9. Bölüm        | 21 de marzo de 2023   |
| 10 | 10. Bölüm       | 28 de marzo de 2023   |

### Segunda temporada (2023)
| n° | Título original | Primera TV Turquía  |
| -- | --------------- | ------------------- |
| 1  | 11. Bölüm       | 17 de junio de 2023 |
| 2  | 12. Bölüm       | 19 de junio de 2023 |
| 3  | 13. Bölüm       | 24 de junio de 2023 |

## Producción
La serie está dirigida por Volkan Keskin, escrita por Pınar Bulut, Onur Koralp, Elif Benan Tüfekçi y Mehmet Çetin Taşçı y producida por MF Yapım.

### Adaptación
La serie es una adaptación turca de la serie japonés de 1994 Without Family de Shinji Nojima.

### Rodaje
El rodaje de la serie se realizó en Estambul, mientras que algunas escenas se rodaron en el distrito de Beyoğlu, en la Torre de Gálata y en Karaköy.

## Distribución
Originalmente la serie se emitió en FOX: del 10 de enero al 24 de junio de 2023 la primera temporada se emitida del 10 de enero al 28 de marzo de 2023, mientras que la segunda temporada se emitió del 17 al 24 de junio de 2023.